# Miaporbergen
Miaporbergen (armeniska: Միափորի լեռներ: Miapori lerner] är en bergskedja i Armenien. Den ligger i den norra delen av landet, 90 kilometer nordost om huvudstaden Jerevan.
Trakten runt Miaporbergen består till största delen av jordbruksmark. Runt Miaporbergen är det ganska tätbefolkat, med 72 invånare per kvadratkilometer.